# Leomar Leiria
Leomar Leiria, ou Leomar (Marechal Cândido Rondon, 26 de junho de 1971), é um ex-futebolista brasileiro que atuava como volante.
Atualmente, Leomar atua como empresário em Curitiba, sendo dono de centro de treinamento de futebol.

## Carreira
Leomar começou a carreira nas bases do Atlético Paranaense e profissionalizou-se no clube paranaense. Passou também pelo Iguaçu no início da carreira.
De volta ao Furacão, o volante teve sua maior conquista no Campeonato Brasileiro da Série B de 1995. Mesmo titular na campanha vitoriosa, o jogador acabou negociado ao Sport meses depois, indicado pelo técnico Hélio dos Anjos.
Na 10ª rodada do Campeonato Brasileiro de 96, Leomar teve uma das grandes atuações com a camisa do Sport. No duelo contra o Fluminense, vencido por 6x0, Leomar marcou três gols.
No Sport, conquistou o tricampeonato pernambucano entre 1997 e 1999. Ainda em 99, o volante teve passagem de cinco meses pelo Botafogo, onde teve pouquíssimas oportunidades.
De volta ao Sport em 2000, sob o comando do treinador Emerson Leão, levou mais um Campeonato Pernambucano e a Copa do Nordeste. Atuou em 49 partidas consecutivas nas competições que o clube rubro-negro disputou até a virada do ano de 2001.
No ano seguinte, após voltar da Seleção Brasileira, foi rebaixado no Campeonato Brasileiro. Em litígio com o clube, o jogador entrou na justiça exigindo passe livre, por conta de cinco meses de salários atrasados e deixou o time em 2002.
Foi para o Jeonbuk Motors, da Coreia do Sul, onde fez poucos jogos na K-League.
Retornou ao Brasil foi em 2003, levado novamente pelo Atlético Paranaense. Dispensado pelo Furacão, passou também pelo Náutico, pelo Operário de Ponta Grossa e pelo CSA, onde encerrou a carreira profissional em 2006.
Depois, continuou disputando a Copa Suburbana de Curitiba.

### Seleção Brasileira
Leomar foi chamado à Seleção Brasileira por Emerson Leão, estreando em 24 de abril de 2001, em confronto com o Peru, pelas eliminatórias da Copa do Mundo de 2002.
Participou da Copa das Confederações de 2001, tendo sido o capitão do selecionado brasileiro, que ficou em quarto (dentre oito). A passagem de Leão pela Seleção foi chamada de "Era Leomar".
Em março de 2013, o presidente do Sport da época, Luciano Bivar, revelou que pagou a um lobista para ter o jogador convocado para a Seleção Brasileira.

## Títulos
Iguaçu
- Campeonato Paranaense da Segunda Divisão: 1991

Atlético-PR
- Campeonato Brasileiro Série B - 1995

Sport
- Campeonato Pernambucano: 1997, 1998, 1999, 2000
- Copa do Nordeste: 2000

Náutico
- Campeonato Pernambucano: 2004